# Paulo Salemi
Paulo Salemi (Palermo, 8 de agosto de 1993) é um jogador de polo aquático italiano, naturalizado brasileiro.

## Carreira
Em 2016 esteve representando a seleção brasileira que competiu nos Jogos Olímpicos do Rio e finalizou em oitavo lugar.